# Nopen
Nopen ist eine Aldeia in der osttimoresischen Landeshauptstadt Dili. Die Aldeia liegt im Norden des Sucos Vila Verde (Verwaltungsamt Vera Cruz).

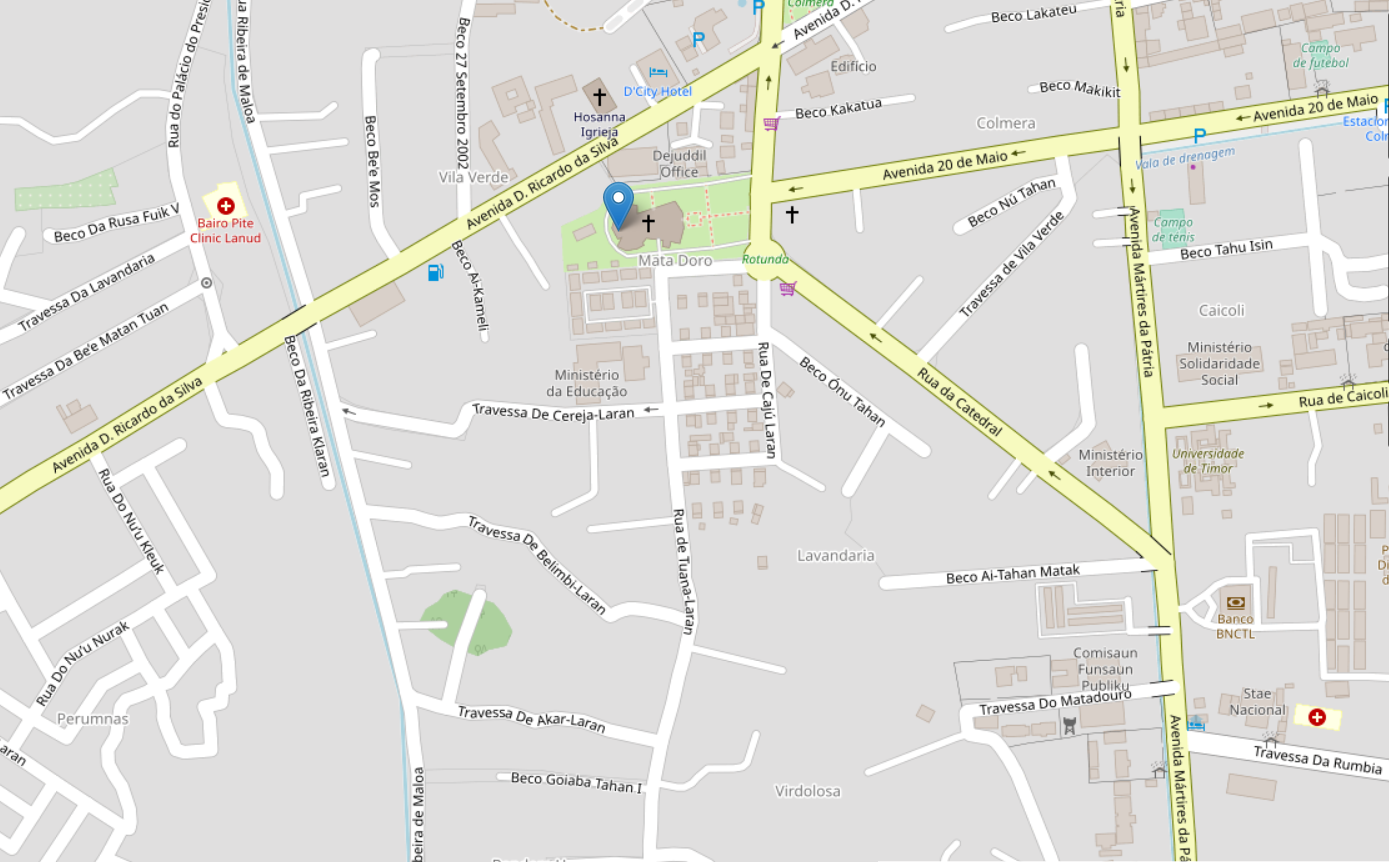
Straßenkarte vom Norden Vila Verdes

Nopen nimmt den Westen des traditionellen Stadtteils Lafandaria  (Lavandaria) ein. Westlich von Nopen liegt jenseits der Rua de Tuana-Laren die Aldeia Lemorai, nordöstlich der Rua da Catedral die Aldeia Gideon, östlich die Aldeia Virgolosa, südlich die Aldeia 1 de Setembro und im Südwesten die Aldeia Matua.
In Nopen leben 1053 Menschen (2015).